# Kindi (Moshi)
Kindi ist ein Verwaltungsbezirk (Ward) des Distrikts Moshi in der tansanischen Region Kilimandscharo.

## Geografie
Kindi liegt im Nordosten von Tansania, westlich der Regionshauptstadt Moshi. Der Bezirk besteht aus zwei getrennten Bereichen, Der nördliche Bereich liegt großteils nördlich der Nationalstraße T2 und grenzt nordwestlich an die Stadt Moshi, der südliche Teil liegt südwestlich von Moshi.
Bei der Volkszählung 2022 lebten 34.045 Menschen in 8721 Haushalten auf einer Fläche von 33 Quadratkilometern.

## Gliederung
Der Bezirk besteht aus fünf Gemeinden (Mtaa) mit 22 Orten (Kitongoji):
| Kindi - Kisomowo - Iruwa - Dungi - Ngangu - Kinamiri - Ngayo | Kindi Msasani - Posta - Kerya - Mvuleni - Katanini | Chekereni Weruweru - Katanini - Miembeni - Relini - Bombani - Kisiwani | Sambarai - Mary Benet - Kimaroroni - Eka | Kindi Juu - Oshini - Kimala - Kyarowi - Kitomaembe |

## Wirtschaft und Infrastruktur
- Bildung: In Kindi gibt es sechs weiterführende Schulen.[7] Die Kindikati Secondary School,[8] die Kisam Secondary School[9] und die Weruweru Secondary School[10] sind öffentliche Schulen mit einer Ausbildung bis zur 4. Stufe. Die beiden ersten sind koedukativ, die Weruweru ist eine Mädchenschule. Die St Marie Eugenie Secondary School ist ebenfalls eine Mädchenschule, sie wird von Ordensschwestern der katholischen Kirche geleitet.[11] Privatschulen sind auch die Fountain-Of-Hope-Christian-Seminary[12] und die Theresia Secondary School.[13]
- Gesundheit: Von den fünf Apotheken des Bezirks sind drei staatlich.[14][15][16] Privat betrieben werden die Bakwata Kindi Dispensary[17] und die Chekereni RC Dispensary.[18]